# سعد مجيد
سعد مجيد ( 1 مارس 1957 - بغداد – 5 أغسطس 2022) هو ممثل عراقي.

## السيرة
من مواليد بغداد ، بدا مشواره الفني في الدوبلاج العام 1977، شارك في الجزء الأول من برنامج افتح يا سمسم بإشراف فيصل الياسري، وبعد الأحداث التي مرت بالعراق توقف الدوبلاج، أما في التسعينيات فكانت له تجربتان في الأردن، بعدها حدث انقطاع، وفي 2009 دبلج عملين في سوريا. كانت بداية مجيد مع التلفزيون في مسلسل ودار الزمن لنبيل يوسف عام 1986، وفي 2012 مثل في مسلسل البقاء على قيد العراق للمخرج أكرم كامل والمؤلف حامد المالكي. ويُعد مسلسل أيدز من أهم الأعمال التي مثل فيها مجيد.

## الاعمال
- برنامج افتح يا سمسم بإشراف فيصل الياسري
- 1986 – مسلسل ودار الزمن لنبيل يوسف
- 1997 – مسلسل سواد الليل، من إخراج عزام صالح
- 2011 – مسلسل أيدز، للمخرج أيمن ناصر الدين
- 2012 – مسلسل البقاء على قيد العراق للمخرج أكرم كامل
- 2007 – مسلسل أمطار النار، من إخراج عزام صالح
- مسلسل امرأة في الثلاثين من تأليف صباح عطوان
- 1979 – فتاة في العشرين،
- 2012 – ألماز من تأليف صباح عطوان وإخراج محمد كمر

## الوفاة
تُوفي في 05 أغسطس 2022، بعد صراع مع مرض عضال.